# Antonio Vassalli Eandi
Antonio Vassalli Eandi est un physicien italien, né à Turin le 30 janvier 1761 et mort dans cette même ville le 5 juillet 1825.

## Biographie
Antonio Vassalli était le neveu de Giuseppe Antonio Francesco Girolamo Eandi, professeur de physique à l’université de Turin. Après avoir reçu de son oncle sa première éducation, il obtint au concours, en 1779, une place au collège royal des provinces, où il étudia la philosophie sous le célèbre Beccaria. En 1785, étant déjà prêtre, il fut envoyé comme professeur de philosophie à Tortone, et il publia en 1786, sur les bolides, une dissertation qui le mit en correspondance avec Senebier, Saussure, Toaldo et Volta. En 1792, il fut appelé à l’université de Turin, en qualité de professeur de physique suppléant, et en même temps il fut chargé de la rédaction des traités à l’usage des écoles royales. Lorsque les armées françaises eurent envahi le Piémont, en 1796, et que l’ancienne monarchie de Sardaigne fut renversée, Vassalli continua sa carrière dans l’enseignement, et il fut envoyé à Paris, en 1799, pour faire partie de la commission des poids et mesures. Admis aux séances de la Société de médecine de Paris, il y lut un mémoire sur les affinités des gaz, qui fut imprimé ; et c’est à cette occasion que pour la première fois il joignit à son nom celui de Eandi, par reconnaissance pour son oncle, qu’il venait de perdre. Après la bataille de Marengo, en juin 1800, il retourna à Turin, où il fut nommé professeur de physique. Devenu membre de la consulta législative, il y parla contre une nouvelle émission de papier-monnaie, qui avait déjà fait le malheur du Piémont ; et sa franchise lui attira des persécutions ; mais il fut bien accueilli par Napoléon, en 1805, et décoré de la croix de la Légion d’honneur au camp de Marengo. Après le retour du roi de Sardaigne dans ses États, en 1814, Vassalli fut remplacé dans sa chaire de physique et mis à la retraite, avec le titre de professeur honoraire et celui de secrétaire perpétuel de l’Académie des sciences de Turin. Cependant il obtint en 1819 un traitement comme directeur du Musée d'histoire naturelle, et de l’observatoire de Turin. Quoiqu’il fût accablé d’infirmités, il s’occupa de l’impression des mémoires de l’académie et de ceux de la société d’agriculture. Vassalli Eandi mourut à Turin le 5 juillet 1825. Il était correspondant de l’Institut de France.

## Œuvres
- Conjectures sur l’art d’établir des paratonnerres chez les anciens Romains, Turin, 1791 ;
- Physicæ elementa et geometriæ, Turin, 1793, 3 vol. in-8° ;
- Lettres sur le galvanisme, Paris, 1799 ;
- La Meteorologia torinese, ossia risultamenti delle osservazioni fatte dal 1757 al 1817, Turin, 1819, in-4°.